# Clenoliximab
Clenoliximab (INN ) là một kháng thể đơn dòng chống lại CD4. Nó hoạt động như một chất điều hòa miễn dịch và đã được điều tra để điều trị viêm khớp dạng thấp. Thuốc là một kháng thể chimeric từ Macaca irus và Homo sapiens.